# Cantó de Le Croisic
El cantó de Le Croisic (bretó Kanton Ar Groazig) és una divisió administrativa francesa situat al departament de Loira Atlàntic a la regió de Loira Atlàntic, però que històricament ha format part de Bretanya.

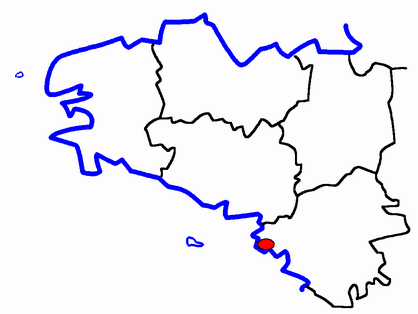
Situació del cantó

## Composició
El cantó aplega 3 comunes: 
| Nom francès  | Nom bretó    | Població | km²   | Codi Postal | Codi INSEE |
| Batz-sur-Mer | Bourc'h-Baz  | 3.049    | 9,27  | 44740       | 44010      |
| Le Croisic   | Ar Groazig   | 4.278    | 4,50  | 44490       | 44049      |
| Le Pouliguen | Ar Poulgwenn | 5.266    | 4,39  | 44510       | 44135      |
| Kanton       | Ar Groazig   | 12.593   | 18,16 | -           | 4410       |

## Història
| Data d'elecció                           | Identitat         | Partit           | Qualitat |
| ---------------------------------------- | ----------------- | ---------------- | -------- |
| 1994-2002                                | Christophe Priou  | RPR              |          |
| 2002-2015                                | Christian Canonne | RPR, després UMP |          |
| les dades anteriors no són pas conegudes |                   |                  |          |
|                                          |                   |                  |          |